# Главни одбор за србско ослобођење
Главни одбор за србско ослобођење или Главни одбор за ослобођење Срба у Турској је била српска револуционарна организација, тајно друштво, основано 1871. године, са седиштем у Крагујевцу, у тадашњој Кнежевини Србији. Тражила је ослобођење и уједињење територија насељеним Србима у Османском царству.

## Историја
Године 1871. основано је Друштво за српско ослобођење и уједињење од чланова Уједињене омладине српске и других родољуба из свих југословенских земаља.  „Удружење“ је оснивало одборе на Цетињу, Новом Саду и Београду.  Паралелно, у Крагујевцу је постојао и „Главни одбор“.  Ова организација је основана 1871.  и деловала је од почетка 1872. године.  Посебно је основана за Шумадију да ради на плановима за устанак.  Крагујевац је био најсофистициранији од покрајинских српских градова, а интелигенцију је имао само Београд.  Град је био и центар опозиције, а почетком 1870-их група опозиционара окупљена око социјалисте Јеврема Марковића.  Међу истакнутим члановима Главног одбора за ослобођење Срба били су артиљериста Сава Грујић, артиљериста Павле Шафарик, официр Радомир Путник, трговац Јаша Марковић, Јеврем Марковић (главни покретач ) и други. 
Миливоје Блазнавац, вођа Српског намесништва, легитимиста и политички конзервативац, одлучно је одбио предлоге и планове Уједињене омладине српске, говоривши да је пројекат организације нереалан и неизводљив; да је Турска (Отоманско царство) још увек била јака и да је Русија била против устанка на Балкану, као и да је та организација имала и субверзивну намеру против регентства.  Блазнавац и Јован Ристић су били узнемирени оснивањем револуционарних организација на Цетињу и Београду.  Статут Главног одбора за ослобођење Срба сачињен је у другој половини децембра 1871. године, вероватно после сусрета Јеврема Марковића и Блазнавца.  Чланови Главног одбора изабрани су јануара 1872. године. 
Почетком 1872. године Љубомир Дурковић је написао Штатут („Статут“), у коме се објашњава да су „Главни одбор за ослобођење Срба основали српски родољуби са намером да организованим устанком униште турско господство над српским земљама.“  У другом члану се наводи да је то могуће остварити „тек када Србија уђе у одсутни рат“ и да ће се стога „устанак распламсати под заставом Милана Обреновића“.  Ово је одраз Блазнавчевих захтева које је успео да наметне преко група активних официра на које је имао значајан утицај.  Даље су прецизирани ресурси за реализацију програмске и организационе структуре друштва.  Организација је јануара 1872. године послала писмо официру Јеврему Велимировићу. 
Године 1872. Јеврем Марковић је уз помоћ локалних представника дела тајних локалних одбора Главног одбора основао одборе у Нишу и Лесковцу.  Исте године основан је и локални одбор у Пироту.  У априлу 1872. Централни одбор организације започео је пројекат војне употребе за устанак.  Предвиђено је да Јеврем Марковић буде постављен за главног команданта побуњеничких чета у Босни и Херцеговини.  Године 1872. одржан је револуционарни сабор у Новом Саду под вођством Светозара Марковића, млађег брата Јеврема Марковића.  
Организација је настојала да ступи у контакт са радикалима истомишљеника у Румунији и Грчкој.  Њихове иницијативе, међутим, нису успеле.  Када се почетком новембра 1873. године Јован Ристић сукобио, нови министар унутрашњих послова Аћим Чумић дозволио је више слободе штампе, предводећи групу либерала и левичара у Крагујевцу која је раније основала задружну штампарију (Друштвена штампа Крагујевца) основана у марту 1873. године ) за покретање Радикалних новина (Јавност).  Међу оснивачима су били Грујић  и Шафарик. 

## Чланови
- Јеврем Марковић
- Сава Грујић, артиљер
- Павле Шафарик, артиљер
- Радомир Путник, официр
- Јеврем Велимировић, официр
- Јаша Марковић, трговац
- Љубомир Дурковић
| Јеврем Марковић | Сава Грујић | Павле Шафарик | Радомир Путник | Јеврем Велимировић | Јаша Марковић | Љубомир Дурковић |